# Ministeri de Seguretat Social i Treball de Lituània

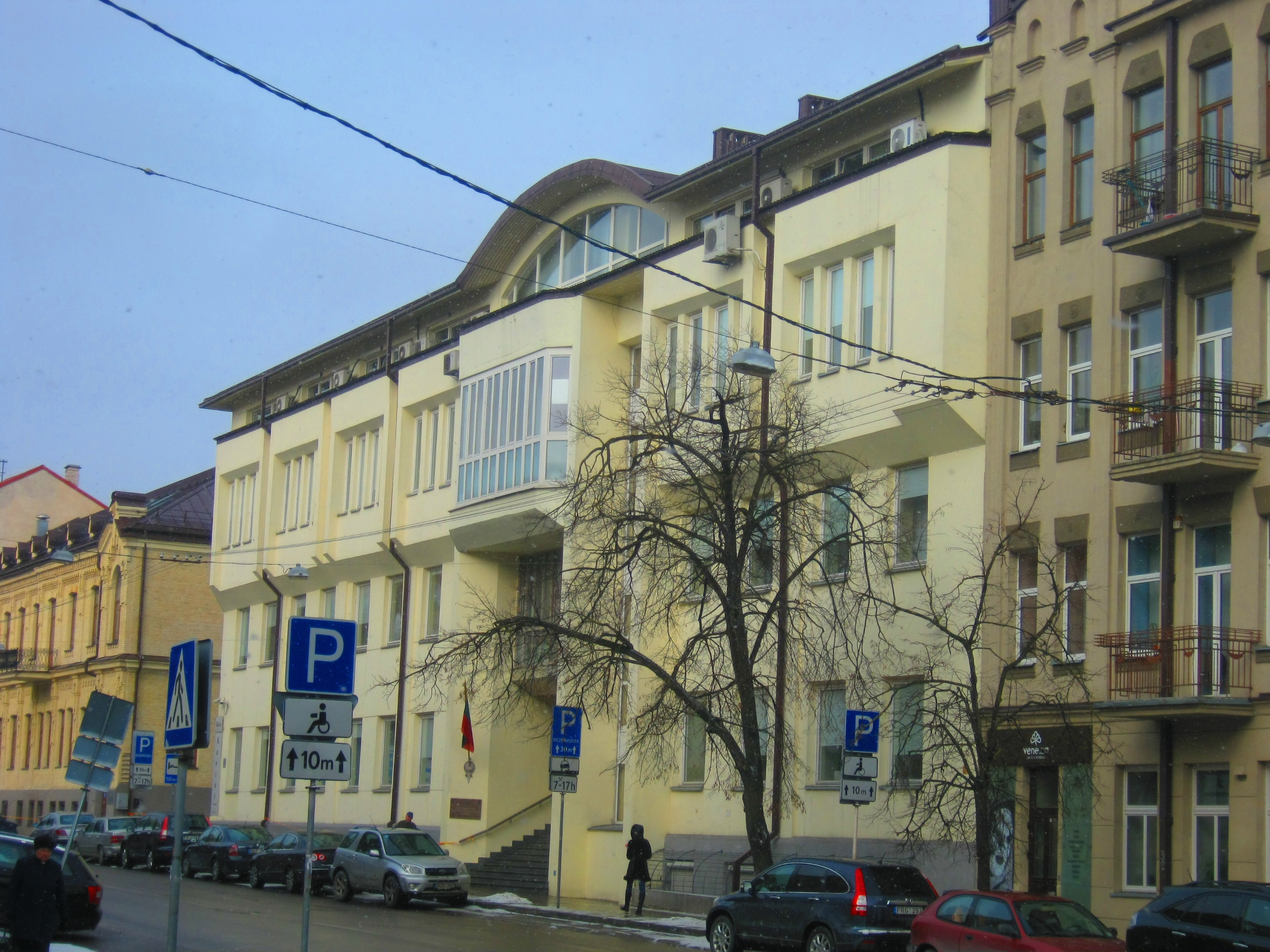
Edifici del Ministeri de Seguretat Social i Treball de Lituània a Vílnius.

El Ministeri de Seguretat Social i Treball de Lituània (en lituà: Lietuvos Respublikos socialinės apsaugos ir darbo ministerija)) és un dels 14 ministeris del Govern de Lituània. Té la seu a la capital Vílnius. Les seves operacions estan autoritzades per la Constitució de la República de Lituània, els decrets emesos pel President i el Primer Ministre, i les lleis aprovades pel Seimas (Parlament). La seva missió és la de processar les funcions de seguretat social, governar la branca sindical de l'estat i realitzar una política d'Estat en aquestes branques. L'actual ministre responsable des del 13 de desembre de 2012 és Algimanta Pabedinskienė del Partit del Treball.

## Llista de ministres
| 1 | Algis Dobravolskas              | 23-07-1992 – 21-07-1992 |
| 2 | Teodoras Medaiskis              | 2-12-1992 – 20-10-1993  |
| 3 | Laurynas Mindaugas Stankevičius | 10-20-1993 – 12-07-1994 |
| 4 | Mindaugas Mikaila               | 12-07-1994 – 4-12-1996  |
| 5 | Irena Degutienė                 | 4-12-1996 – 27-10-2000  |
| 6 | Vilija Blinkevičiūtė            | 27-10-2000 – 9-12-2008  |
| 7 | Rimantas Jonas Dagys            | 9-12-2008 – 22-07-2009  |
| 8 | Donatas Jankauskas              | 22-07-2009 – 13-12-2012 |
| 9 | Algimanta Pabedinskienė         | 13-12-2012 -            |